# Plymouth (bilmärke)

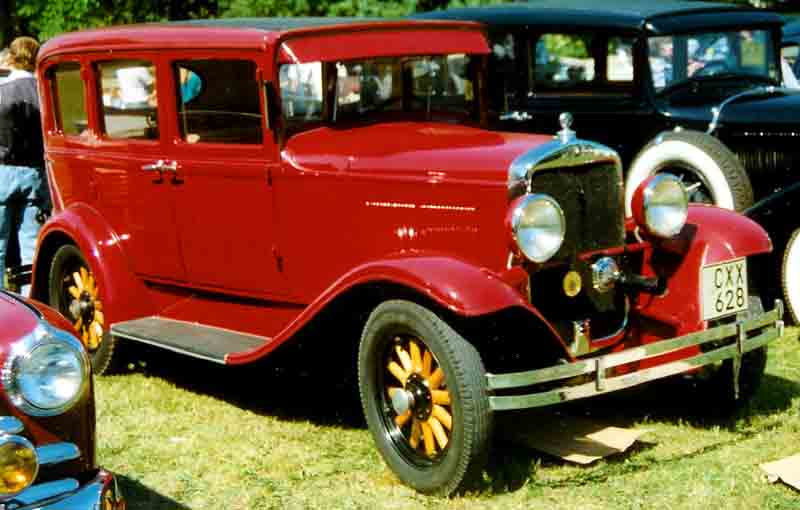
Plymouth 30-U (1930).

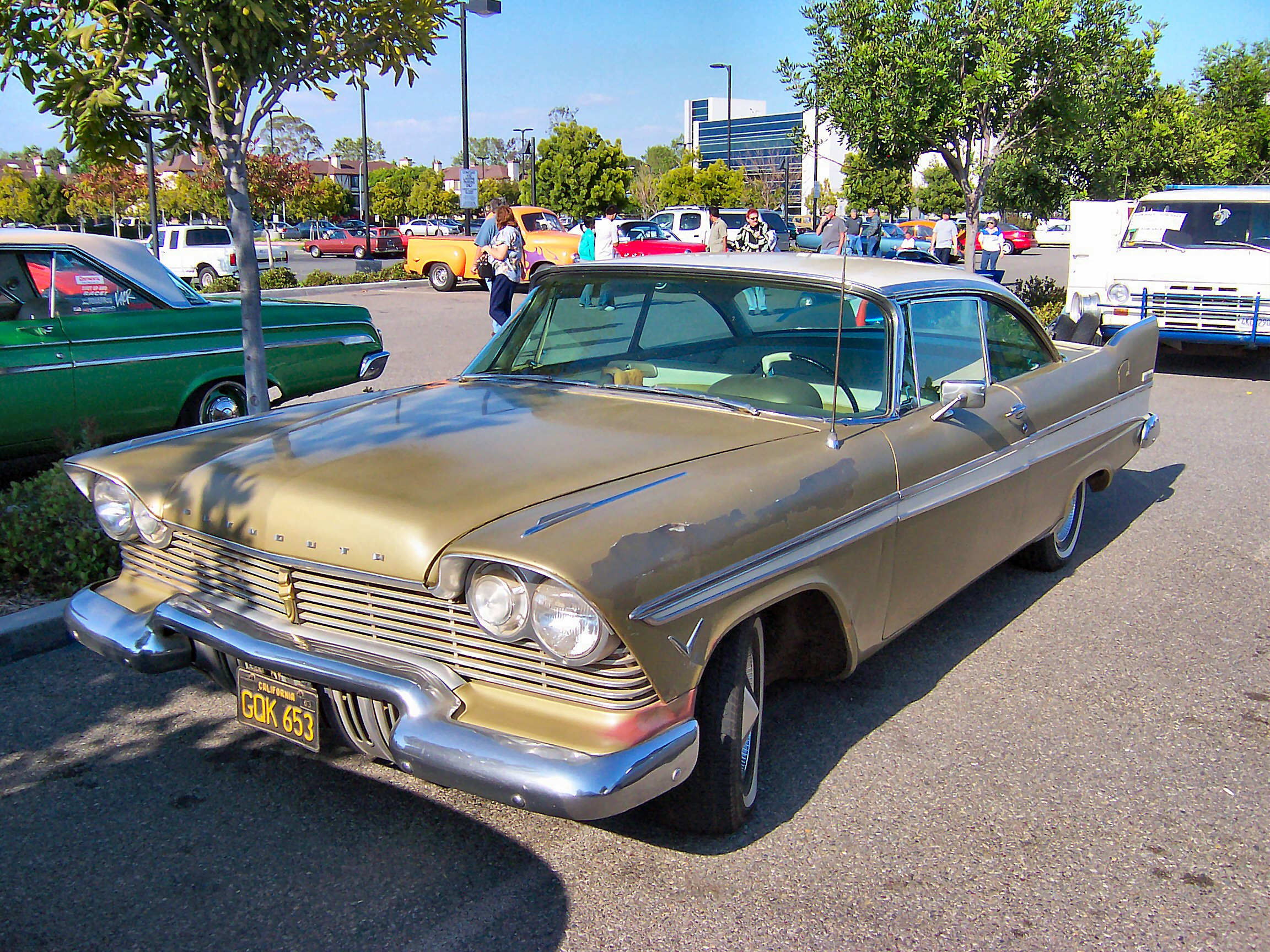
Plymouth Belvedere (1957).

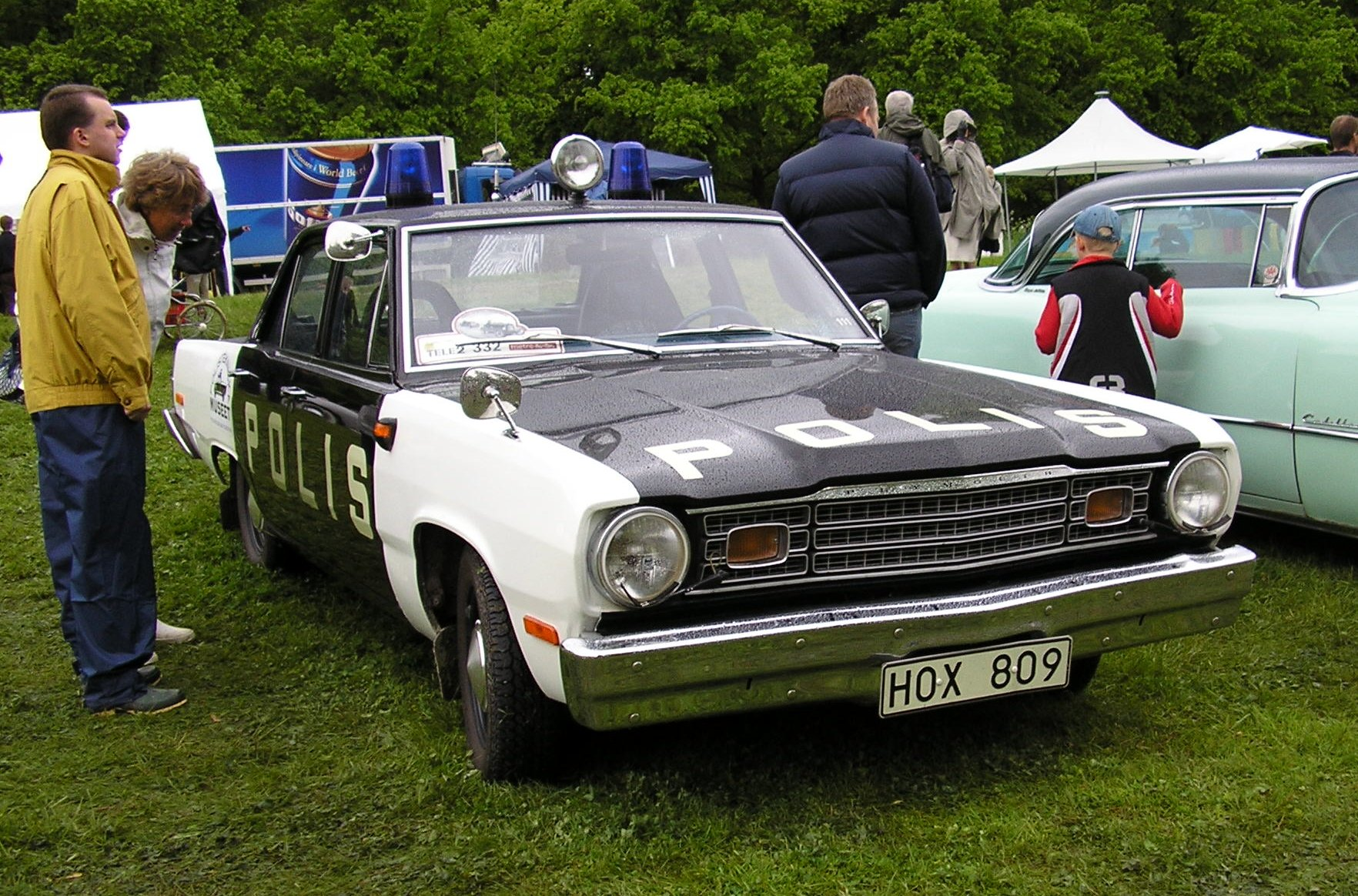
Plymouth Valiant polisbil

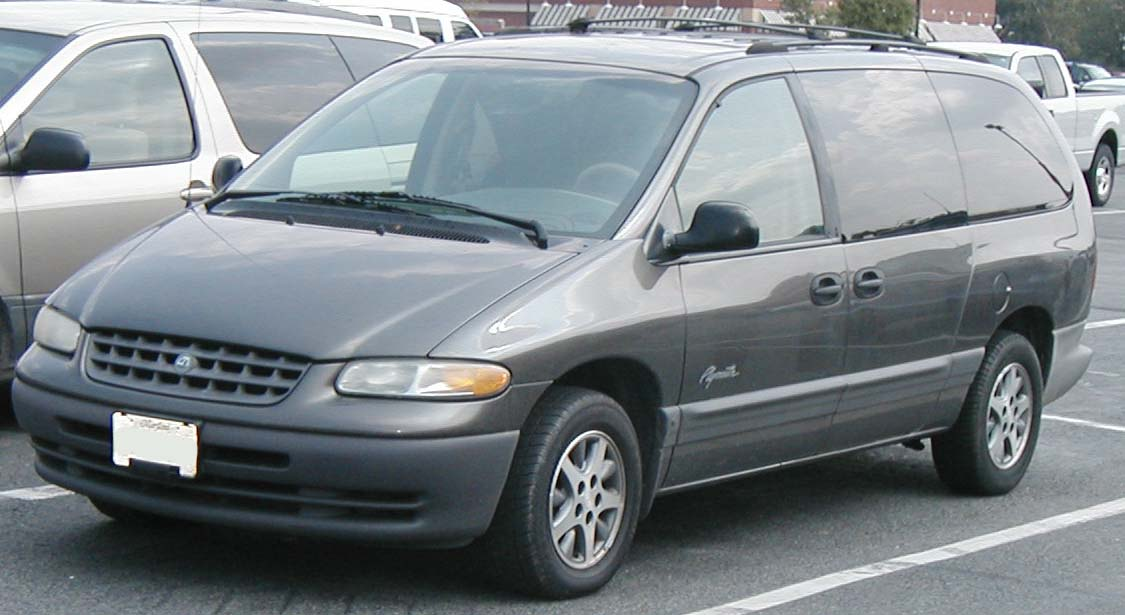
Plymouth Grand Voyager.

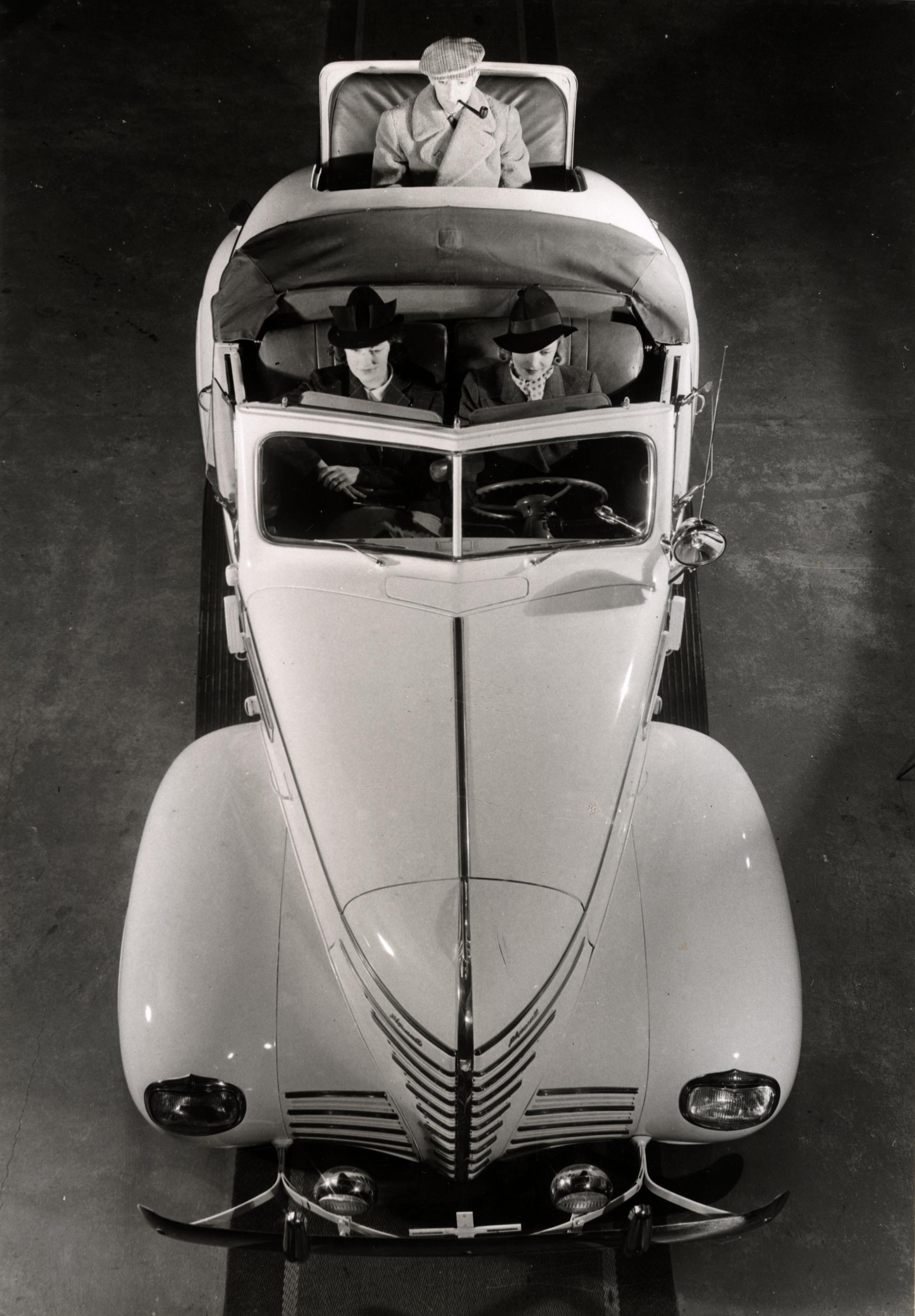
I en bil av märket Plymouth, öppen med sufflett, sitter två kvinnor i framsätet; en piprökande man sitter i extrasätet i bagageluckan. Nordiska Kompaniet, automobiler, ca 1940–1949.

Plymouth var ett bilmärke från USA som tillverkades av Chrysler Corporation åren 1928-2001. Företagsledaren Walter P. Chrysler insåg att hans företag också behövde tillverka bilar för den breda publiken. 1928 presenterade han därför bilmärket Plymouth. Namnet kommer från den i amerikansk historia välkända Plymouth-klippan, där resenärerna på det engelska pilgrimsfartyget Mayflower landsteg 1620. Ursprungligen hade Plymouth också ett segelfartyg som kylarprydnad för att symbolisera detta. 
Bilen med en fyrcylindrig motor blev snabbt mycket populär, och efter bara ett fåtal år kom den att vara USA:s, och därmed världens, tredje mest sålda bil, med en årlig produktion på över 300 000 bilar. Bilen fick sexcylindrig motor 1933, medan V8-motor inte introducerades förrän 1955. Plymouth gjorde bra från sig på tävlingsbanorna, men som ett resultat av den allt hårdare konkurrensen mellan världens biltillverkare, och Chrysler-koncernens besvärliga läge, lades Plymouth ned 2001. 

## Modeller
Tillverkningsår inom parentes.
- Plymouth Acclaim (1989-1995)
- Plymouth Arrow (1976-1980)
- Plymouth Arrow Truck (1979-1982)
- Plymouth Barracuda (1964-1974)
- Plymouth Belvedere (1954-1970)
- Plymouth Breeze (1996-2000)
- Plymouth Cambridge (1951-1953)
- Plymouth Caravelle (1983-1988)
- Plymouth Champ (1979-1982)
- Plymouth Colt (1974-1994)
- Plymouth Colt Vista (1984-1994)
- Plymouth Concord (1951-1952)
- Plymouth Conquest (1984-1986)
- Plymouth Cranbrook (1951-1953)
- Plymouth Cricket (1971-1973)
- Plymouth De Luxe (1933-1950)
- Plymouth Duster (1970-1976)
- Plymouth Fury (1956-1978)
- Plymouth Gran Fury (1975-1989)
- Plymouth GTX (1966-1971)
- Plymouth Horizon (1978-1990)
- Plymouth Laser (1990-1994)
- Plymouth Neon (1994-2001)
- Plymouth Plaza (1954-1958)
- Plymouth Prowler (1997-2001)
- Plymouth Reliant (1981-1989)
- Plymouth Roadrunner (1968-1980)
- Plymouth Sapporo (1978-1983)
- Plymouth Satellite (1965-1974)
- Plymouth Savoy (1954-1964)
- Plymouth Scamp (1983)
- Plymouth Suburban (1949-1961)
- Plymouth Sundance (1987-1994)
- Plymouth Superbird (1970)
- Plymouth TC3 (1979-82)
- Plymouth Turismo (1983-1987)
- Plymouth Trail Duster (1974-1981)
- Plymouth Valiant (1960-1976)
- Plymouth Volaré (1976-1980)
- Plymouth Voyager (1974-2000)